# Vado a scuola
Vado a scuola (Sur le chemin de l'école) è un film-documentario del 2013 diretto da Pascal Plisson.
Il film documenta le sfide quotidiane che devono vivere ogni giorno quattro bambini (Zahira in Marocco, Jackson in Kenya, Carlos in Argentina in una città della Patagonia e Samuel in India) per raggiungere le loro scuole.

## Trama
Spinti dal desiderio di conoscenza e dalla speranza di un futuro migliore, quattro bambini affrontano con difficoltà le avversità dell'ambiente che li circonda.
Jackson, 11 anni, percorre ogni giorno quindici chilometri nella savana del Kenya tra animali selvatici. Zahira, 12 anni, sulle aspre montagne dell'Atlante marocchina cammina per una giornata intera per raggiungere la scuola. Samuel, 13 anni, percorre quotidianamente sulla sedia a rotelle, accompagnato dai due fratellini, 4 chilometri di strada sabbiosa, fiumi e mangrovie. Carlos, 11 anni, attraversa a cavallo le pianure della Patagonia per coprire i diciotto chilometri che lo separano dalla scuola. La maggior parte delle donne non sa leggere e scrivere. I bambini dovevano procurarsi il cibo attraverso la caccia.
I bambini stanno per realizzare il loro sogno: imparare a leggere, a scrivere, ad avere un lavoro e diventare adulti indipendenti e promotori di sviluppo.